# 제509폭격비행단

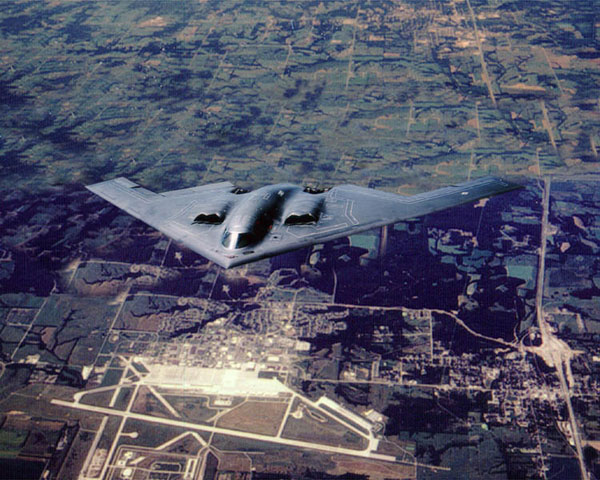

제509폭격비행단(509th Bomb Wing)은 미주리주 캔자스 시티 동남쪽 110 km에 위치한 화이트맨 공군기지에 주둔하고 있는 미국 공군 제8공군 소속의 전략폭격기 비행단이다.
태평양 전쟁 당시 일본 히로시마에 리틀 보이 핵폭탄을 투하한 B-29 폭격기 에놀라 게이가 제509폭격비행단 제509혼성비행전대(509th Composite Group) 제393폭격비행대대소속이다. 2016년 현재 제509혼성비행전대는 4개의 비행대대로 구성되며, B-2 스피릿 스텔스 폭격기 20대와 T-38 탤론 훈련기를 운용한다.

## 역사
2016년 현재 제509폭격비행단은 B-2 스피릿 스텔스 폭격기와 T-38 탤론 훈련기만 운용하고 있다.

## 편성
- 제509작전전대
  - 제13폭격비행대대
  - 제393폭격비행대대
  - 제509작전지원대대
- 제509정비전대
  - 제709탄약대대
  - 제509탄약대대
  - 제509정비작전대대
  - 제509정비대대
  - 제509항공기정비대대
- 제509임무지원전대
  - 제509전력지원대대
  - 제509토목건설대대
  - 제509군수대응대대
  - 제509보안전력대대
  - 제509계약대대
  - 제509통신대대
- 제509의무전대
  - 제509의무작전대대
  - 제509의무지원대대

## 기록

### 계보
- 1947년 11월 3일, 509th Bombardment Wing, 초중(Very Heavy)급으로 설립되었다.

1947년 11월 17일, 조직되었다.
1948년 8월 1일, 509th Bombardment Wing, 중(中)급으로 재지정되었다.
1966년 4월 2일, 509th Bombardment Wing, 중(重)급으로 재지정되었다.
1969년 12월 1일, 509th Bombardment Wing, 중(中)급으로 재지정되었다.
1990년 9월 30일, 509th Bombardment Wing, 중(重)급으로 재지정되었다.
1991년 9월 1일, 509th Bomb Wing으로 재지정되었다.

### 장비
- B-2 스피릿; 1993년 ~ 현재
- T-38 탤론; 1993년 ~ 현재